# 阿福加杜斯-达因加泽拉
阿福加杜斯-达因加泽拉是巴西伯南布哥州的一座城市，面积377.86平方公里，人口35,365人（2004年）。